# Франц Александер
Франц Гейбриъл Александер (на унгарски: Alexander Ferenc Gábor) е унгаро-американски психоаналитик и лекар, който се разглежда като един от основателите на психосоматичната медицина и психоаналитичната криминология.

## Биография
Роден е на 22 януари 1891 година в Будапеща, тогава Австро-Унгария. Учи в Берлин. Там е част от влиятелна група от германски психоаналитици, включващи Карен Хорни и Хелене Дойч, наставлявана от Карл Абрахам, събрана около Берлинския психоаналитичен институт.
През 1930 г. той е поканен от Робърт Хътчинс, тогава президент на Университета в Чикаго, да стане негов гостуващ професор по психоанализа в Чикаго. Александер работи в Чикагския институт по психоанализа, където един от неговите студенти е Пол Розенфелс. В края на 50-те, той е сред първите членове на Обществото за Основни системни изследвания.
Умира на 8 март 1964 година в Палм Спрингс, Калифорния, на 73-годишна възраст.

## Научна дейност
В началото на 20 век, Франц Александер води движението към динамично взаимодействие между ум и тяло. Зигмунд Фройд имал дълбок интерес към психосоматичните заболявания, което се разбира от кореспонденцията му с Георг Гродек, който по това време изследва възможността за лекуване на физически смущения чрез психологически процеси.
Заедно със Зигмунд Фройд и Шандор Ференци, Александер развива концепцията за автопластична адаптация. Те твърдят, че когато индивидът е поставен в стресова ситуация, той може да реагира по два начина:
- Автопластична адаптация: Субектът се опитва да промени себе си, тоест вътрешната среда;
- Алопластична адаптация: Субектът се опитва да промени ситуацията, тоест външната среда.

От 30-те до 50-те години редица аналитици са заети с въпроса за съкращаване на курса на лечението, но пак да се постигне терапевтична ефективност. Те са: Шандор Ференци, Франц Александер, Дейвид Малан и други.